# Gazi Haundia (manzana)
'Gazi Haundia es el nombre de una variedad cultivar de manzano (Malus domestica). Esta manzana está cultivada en diversos viveros entre ellos algunos dedicados a conservación de árboles frutales en peligro de desaparición. La manzana 'Gazi Haundia' es originaria de Guipúzcoa, y actualmente se cultiva debido a su sabor ácido para repostería y en elaboraciones en cocina, y muy apreciada en la elaboración de sidra.

## Sinónimos
- "Manzana Gazi Haundia",[6][7]
- "Gazi Haundi Sagarra".[8][6]

## Historia
'Gazi Haundia' es una variedad de manzana cultivada en el País Vasco, está considerada incluida en las variedades locales autóctonas muy antiguas, cuyo cultivo se centraba en comarcas muy definidas. Se caracterizaban por su buena adaptación a sus ecosistemas y podrían tener interés genético en virtud de su adaptación. Estas se podían clasificar en dos subgrupos: de mesa o de cocina, y de sidra (aunque algunas tenían aptitud mixta). Es muy apreciada en la cocina y muy importante en la elaboración de sidra en el país vasco por su sabor ácido.
'Gazi Haundia' es una variedad mixta, clasificada como muy buena en la elaboración de sidra, también se utiliza en la cocina por su sabor ácido; difundido su cultivo en el pasado por los viveros comerciales y cuyo cultivo en la actualidad se ha reducido a huertos familiares, y apreciada en elaboraciones culinarias. Variedad presente en Guipúzcoa.

## Características
El manzano de la variedad 'Gazi Haundia' tiene un vigor alto, es árbol de mediana producción; florece a finales de abril; tubo del cáliz en forma de embudo corto, y con los estambres situados en su mitad.
La variedad de manzana 'Gazi Haundia' tiene un fruto de tamaño grande como dice su nombre; forma redondeada con la base muy ancha; piel gruesa, blanda, algo cerosa; con color de fondo verde claro que amarillea algo al madurar, siendo el color del sobre color ausente, importancia del sobre color ausente, distribución del color ausente, presenta lenticelas diminutas negras, y un entramado manchas pardas de ruginoso-"russeting" que cubren la piel aleatoriamente, sensibilidad al ruginoso-"russeting" (pardeamiento áspero superficial que presentan algunas variedades) medio; pedúnculo de tamaño muy corto, grosor de calibre medio, duro y no sobresale de la cavidad peduncular, anchura de la cavidad peduncular muy ancha, profundidad de la cavidad pedúncular es profunda con los bordes con una importancia del ruginoso-"russeting" media; calicina pequeño y semicerrado, profundidad de la cav. calicina profunda, de anchura estrecha; sépalos triangulares en la base apretados. 
Carne de color blanco, con textura Dura y crujiente, de mucho zumo y mucho aroma; el sabor característico de la variedad, ácido; corazón de tamaño medio, desplazado. Eje abierto. Cavidades casi imperceptibles. Semillas aristadas, puntiagudas, de tamaño medio, color marrón claro uniforme.
La manzana 'Gazi Haundia' tiene una época de recolección a mediados de otoño, madura a finales de otoño, de larga duración. Tiene uso mixto pues se usa como manzana en elaboraciones de cocina y repostería, y también como manzana para la elaboración de sidra, como manzana sidrera es una variedad ácida muy apreciada.